# CHZZK
CHZZK（韓語：치지직）是韓國最大的網際網路服務公司Naver創立的影片串流媒體服務平台。
由於Twitch平台宣布退出韓國，韓國網路服務公司Naver為了搶食這塊市場開始新成立影片串流媒體服務平台，CHZZK的使用者介面與Twitch非常相似，畫質除了提供1080p之外，也計畫提供4K，可透過Naver Pay加值進行贊助直播台主。

## 功能
- 測試期間，串流媒體使用8000kbit/s (H.264)。
- 使用者界面的基本版面設計與Twitch相似，為了讓Twitch使用者容易適應。
- 被封鎖的帳號不能在相應的頻道中發言。臨時禁言持續30秒，可重覆禁言。如果被永久禁言，追隨者會立即取消追隨，追隨按鈕也會被禁用，無法繼續追隨。
- 手機APP提供放大特定部分畫面的功能。
- 贊助貨幣cheese可以用Naver Pay（英语：Naver Pay）加值或Naver Pay（英语：Naver Pay）的點數支付。

## 相關項目
- afreecaTV
- Twitch
- YouTube
- Naver